# Криворізьке
Криворі́зьке — село у Синельниківському районі Дніпропетровської області. Входить до складу Васильківської селищної громади. Населення становить 54 особи. Колишній орган місцевого самоврядування - Павлівська сільська рада.

## Історія
12 червня 2020 року, відповідно до розпорядження Кабінету Міністрів України № 709-р від «Про визначення адміністративних центрів та затвердження територій територіальних громад Дніпропетровської області», увійшло до складу Васильківської селищної громади.
19 липня 2020 року, в результаті адміністративно-територіальної реформи і ліквідації Васильківського району, село увійшло до складу новоутвореного Синельниківського району.

## Географія
Село Криворізьке розташоване на півдні Синельниківського району. На півдні межує з селом Берестове Запорізького району Запорізької області, на сході з селом Каплистівка та на півночі з селом Новогригорівка.